# Зонн, Борис Яковлевич
Борис Яковлевич Зонн (1864—1928) — русский архитектор.

## Биография
Первоначальное образование получил в Санкт-Петербургском втором реальном училище. В 1883 году поступил в Институт гражданских инженеров, который окончил в 1886 году со званием гражданского инженера и чином X класса. Служил в Технико-строительном комитете министерства внутренних дел, а также (с 1888 года) — архитектором 2-го Российского страхового от огня общества. 

## Проекты
- Новоладожская улица, д. № 8 — ограда и часовня Александра Невского при церкви Спасо-Преображения (Колтовской). 1892—1893. (Не сохранились).
- Улица Красного Курсанта, д. № 23 — здание Николаевского общества попечения о бедных. 1893—1895.
- Тамбовская улица, д. № 8 — доходный дом. 1894.
- 18-я линия, д. № 70 — здание картонажной фабрики Прейса. 1895.
- Каменноостровский проспект, д. № 60 — особняк (правый корпус) и расширение оранжереи Э. Г. Игеля. 1897—1898, 1903.
- Костромская улица, д. № 7 — жилой дом для бедных женщин. 1900—1901.
- Рижский проспект, д. № 50 — доходный дом. 1900—1902.
- 9-я Советская улица, д. № 10 — 12, правая часть — доходный дом. 1901.
- Улица Восстания, д. № 23/Солдатский переулок, д.№ 1 — доходный дом А. П. Романова. 1902.
- Днепропетровская улица, д. № 43 — доходный дом. 1902.
- Лесной проспект, д. № 18/Выборгская улица, д.№ 14 — доходный дом. 1903.
- Улица Розенштейна, д. № 22 — доходный дом, 1903. Не сохранился.
- 9-я Советская улица, д. № 15 — доходный дом. 1905, 1912.
- Лиговский проспект, д. № 149 — доходный дом. 1905, 1914.
- Лиговский проспект, д. № 139 — доходный дом Прасковьи Степановны Курицыной, 1908, модерн[2].
- Лиговский проспект, д. № 154 — доходный дом. 1908.
- Набережная реки Мойки, д. № 32/Волынский переулок, д.№ 2 — доходный дом. Надстройка. 1909.
- Астраханская улица, д. № 32 — доходный дом. 1909.
- Саратовская улица, д. № 27 — доходный дом. 1909.
- Московский проспект, д. № 138 — доходный дом. 1913—1914.